# Чемпіонат Азії з боротьби 2006
Чемпіонат Азії з боротьби 2006 пройшов з 4 по 9 квітня 2006 року в Алмати, Казахстан у Палаці спорту і культури імені Балуана Шолака.
На чемпіонаті проводилися змагання з вільної та греко-римської боротьби серед чоловіків і вільної боротьби серед жінок.
Було розіграно двадцять один комплект нагород — по сім у вільній, греко-римській та жіночій боротьбі. Бронзові нагороди вручалися обом спортсменам, що виграли втішні сутички.

## Загальний медальний залік
| Місце               | Країна              | Золото | Срібло | Бронза | Загалом |
| ------------------- | ------------------- | ------ | ------ | ------ | ------- |
| 1                   | Казахстан           | 6      | 2      | 6      | 14      |
| 2                   | Японія              | 5      | 2      | 2      | 9       |
| 3                   | Іран                | 3      | 2      | 5      | 10      |
| 4                   | Південна Корея      | 3      | 0      | 9      | 12      |
| 5                   | КНР                 | 2      | 6      | 3      | 11      |
| 6                   | Північна Корея      | 1      | 3      | 0      | 4       |
| 7                   | Монголія            | 1      | 2      | 2      | 5       |
| 8                   | Киргизстан          | 0      | 2      | 3      | 5       |
| 9                   | Узбекистан          | 0      | 1      | 7      | 8       |
| 10                  | Китайський Тайбей   | 0      | 1      | 2      | 3       |
| 11                  | В'єтнам             | 0      | 0      | 2      | 2       |
| 12                  | Ірак                | 0      | 0      | 1      | 1       |
| Загалом (12 збірні) | Загалом (12 збірні) | 21     | 21     | 42     | 84      |

## Рейтинг команд
| Місце в рейтингу | Вільна боротьба (чоловіки) | Вільна боротьба (чоловіки) | Греко-римська боротьба (чоловіки) | Греко-римська боротьба (чоловіки) | Вільна боротьба (жінки) | Вільна боротьба (жінки) |
| Місце в рейтингу | Команда                    | Бали                       | Команда                           | Бали                              | Команда                 | Бали                    |
| ---------------- | -------------------------- | -------------------------- | --------------------------------- | --------------------------------- | ----------------------- | ----------------------- |
| 1                | Іран                       | 55                         | Казахстан                         | 61                                | Японія                  | 68                      |
| 2                | Казахстан                  | 54                         | Південна Корея                    | 60                                | КНР                     | 62                      |
| 3                | Японія                     | 38                         | Іран                              | 50                                | Казахстан               | 40                      |
| 4                | Монголія                   | 36                         | Узбекистан                        | 48                                | Киргизстан              | 35                      |
| 5                | КНР                        | 35                         | Киргизстан                        | 44                                | Південна Корея          | 32                      |

## Медалісти

### Чоловіки

#### Вільна боротьба
| Категорія | Золото                | Срібло             | Бронза                |
| до 55 кг  | Мохаммад Резаеї       | Чон Хьон Гук       | Масасі Сайто          |
| до 55 кг  | Мохаммад Резаеї       | Чон Хьон Гук       | Ю Хьон Джин           |
| до 60 кг  | Лі Йон Чхоль          | Морад Могаммаді    | Бауиржан Оразгалієв   |
| до 60 кг  | Лі Йон Чхоль          | Морад Могаммаді    | Сентедоржиїн Сухбатар |
| до 66 кг  | Леонід Спиридонов     | Буянжавин Батзоріг | Пек Джин Гук          |
| до 66 кг  | Леонід Спиридонов     | Буянжавин Батзоріг | Арслан Хуталієв       |
| до 74 кг  | Хаді Хабібі           | Сижигулен          | Талант Жекшенов       |
| до 74 кг  | Хаді Хабібі           | Сижигулен          | Йосуке Като           |
| до 84 кг  | Чагнадоржиїн Ганзориг | Заурбек Сохієв     | Маджид Ходаеї         |
| до 84 кг  | Чагнадоржиїн Ганзориг | Заурбек Сохієв     | Геннадій Лалієв       |
| до 96 кг  | Нуржан Катаєв         | Олексій Крупняков  | Хамід Сейфі           |
| до 96 кг  | Нуржан Катаєв         | Олексій Крупняков  | Гуржавин Батпурев     |
| до 120 кг | Марид Муталімов       | Лян Лей            | Хаді Пураліджан       |
| до 120 кг | Марид Муталімов       | Лян Лей            | Урмат Мустапаєв       |

#### Греко-римська боротьба
| Категорія | Золото              | Срібло             | Бронза           |
| до 55 кг  | Лі Чон Пек          | Ча Гван Су         | Акбар Кузієв     |
| до 55 кг  | Лі Чон Пек          | Ча Гван Су         | Хамід Банітамім  |
| до 60 кг  | Нурбакит Тенгізбаєв | Шен Цзян           | Бе Мен Хван      |
| до 60 кг  | Нурбакит Тенгізбаєв | Шен Цзян           | Джахонгір Іманов |
| до 66 кг  | Чон Джі Хьон        | Кім Гум Чхоль      | Равшан Рузікулов |
| до 66 кг  | Чон Джі Хьон        | Кім Гум Чхоль      | Бейбіт Нугманов  |
| до 74 кг  | Давуд Абедінзаде    | Даніяр Кобонов     | Баходір Мумінов  |
| до 74 кг  | Давуд Абедінзаде    | Даніяр Кобонов     | Роман Мелешин    |
| до 84 кг  | Кім Чон Соп         | Віталій Захарченко | Денис Здориков   |
| до 84 кг  | Кім Чон Соп         | Віталій Захарченко | Гасем Резаеї     |
| до 96 кг  | Маргулан Асембеков  | Чень Сяофей        | Абдулмалік Алієв |
| до 96 кг  | Маргулан Асембеков  | Чень Сяофей        | Хан Де Йон       |
| до 120 кг | Георгій Цурцумія    | Саджад Барзі       | Кім Гван Сик     |
| до 120 кг | Георгій Цурцумія    | Саджад Барзі       | Джассим Бреєсам  |

### Жінки

#### Вільна боротьба
| Категорія | Золото          | Срібло           | Бронза           |
| до 48 кг  | Юрі Фунацу      | У Лічуань        | Лі Сяомей        |
| до 48 кг  | Юрі Фунацу      | У Лічуань        | Кім Хьон Чо      |
| до 51 кг  | Вень Цзюлін     | Юрі Кай          | Ле Тхі Чанг      |
| до 51 кг  | Вень Цзюлін     | Юрі Кай          | Ван Ін Чи        |
| до 55 кг  | Тікако Мацукава | Лю Хайсінь       | Нгієм Тхі Зянг   |
| до 55 кг  | Тікако Мацукава | Лю Хайсінь       | Лі Со Ле         |
| до 59 кг  | Сейко Ямамото   | Су Ліхуї         | Су Ін Цзу        |
| до 59 кг  | Сейко Ямамото   | Су Ліхуї         | Пак Сан Ин       |
| до 63 кг  | Аяко Сьода      | Елена Шалигіна   | Хан Чин Йон      |
| до 63 кг  | Аяко Сьода      | Елена Шалигіна   | Гао Пей          |
| до 67 кг  | Су Хуейхуа      | Мімі Сугавара    | Ольга Калініна   |
| до 67 кг  | Су Хуейхуа      | Мімі Сугавара    | Яна Панова       |
| до 72 кг  | Кьоко Хамаґуті  | Очирбатин Бурмаа | Цинь Сяоцин      |
| до 72 кг  | Кьоко Хамаґуті  | Очирбатин Бурмаа | Ольга Жанібекова |